# Clive Curtis
Clive Curtis (geb. vor 1957) ist ein britischer Stuntman, Second-Unit-Regisseur, Schauspieler und Gewichtheber. 

## Leben
Curtis, der aus einer afroamerikanischen Familie stammt, arbeitete nach dem Studium der Optometrie (Augenheilkunde) zunächst als Optiker und betätigte sich in seiner Freizeit als Ringer und Gewichtheber, wobei er vor allem in der zuletzt genannten Disziplin – er wurde acht Mal in Folge britischer Meister im Gewichtheben – erfolgreich war. Seine ursprüngliche Überlegung, als Schauspieler ins Filmgeschäft einzusteigen, gab er auf, nachdem er zu dem Schluss kam, dass er zu introvertiert sei, um direkt vor großem Publikum zu agieren. Stattdessen begann er eine Ausbildung zum Stuntman. Als er 1975 erste Stunt-Einsätze übernahm, war er der erste Schwarze, der diesen Beruf in Großbritannien ausübte. Nach einer erfolgreichen Karriere als Stuntman übernahm Curtis ab 1983 auch die Aufgaben eines Stuntkoordinators.
Die lange Liste von Filmen, an denen Curtis in den vergangenen dreißig Jahren als agierender Stuntman oder später auch als Stuntkoordinator mitgewirkt hat, umfasst unter anderem die Comic-Verfilmungen Superman II – Allein gegen alle (1980) und Superman III – Der stählerne Blitz (1983), sowie Batman (1989), den Horrorfilm American Werewolf (1983), die Antiutopie Brazil (1985), den Science-Fiction-Film Aliens – Die Rückkehr (1986), den Antikriegsfilm Good Morning, Vietnam (1987), den im Mittelalter spielenden Epos Robin Hood – König der Diebe, die heitere Romanze Vier Hochzeiten und ein Todesfall (1994), die Agentenparodien Spione wie wir (1985) und Agent Null Null Nix (1997), die Computerspieladaption Tomb Raider, sowie verschiedene Filme der Kinoserie um den Geheimagenten James Bond für die Curtis in den 1970er und 1980er Jahren routinemäßig tätig war, darunter James Bond 007 – Der Spion, der mich liebte (1977), James Bond 007 – In tödlicher Mission (1981), Sag niemals nie (1983), James Bond 007 – Octopussy (1983) und James Bond 007 – Im Angesicht des Todes (1985). 
Curtis, der neben dem Ringkampf auch das Boxen, sowie Judo und die fernöstlichen Martial Arts beherrscht, übernimmt neben der Tätigkeit als Stuntman auch das Doubeln von regulären Darstellern – vor allem in Tauch-, Reit-, Sturz- und Kampfszenen jeder Art, wie Fechten oder waffenlosen Nahkampf – sowie Jobs als Stuntfahrer von Kraftfahrzeugen. Die vielleicht berühmteste Stunt-Szene in der Curtis als Double eines berühmten Darstellers fungiert, ist in dem Epos Robin Hood – König der Diebe von 1991 zu sehen: Dort "vertritt" Curtis den Schauspieler Morgan Freeman in der Rolle des Mooren Azeem in einer rasanten Einstellung, in der Azeem und Titelheld Robin Hood (Kevin Costner) sich mit Hilfe eines Katapults über die Wehrmauer der Burg des verruchten Sheriffs von Nottingham schleudern lassen, um auf einem Heuhaufen im Innenhof der Burg zu landen.
Als Schauspieler übernahm Curtis meist nur sehr kleine Rollen, von denen die eines Handlangers des Schurken Joker in Tim Burtons 1989er Blockbuster Batman wohl die bekannteste sein dürfte: In dieser Rolle liefert Curtis sich mit dem Titelhelden des Films (in der IMDB als thug in bellfry aufgeführt) einen brutalen Zweikampf im Glockenstuhl einer gotisch anmutenden Kathedrale, der erst mit seinem Sturz in die Tiefe des Kirchturmschachtes ein Ende findet.
Curtis hat bislang unter anderem mit folgenden Regisseuren zusammengearbeitet: James Cameron, Ridley Scott, Barry Levinson, Kevin Reynolds, Tim Burton und Richard Donner und ist mit prominenten Darstellern wie Roger Moore, Robin Williams, Kevin Costner, Christopher Reeve, Jack Nicholson, Gene Hackman, Dan Aykroyd, Sean Connery und Bill Murray auf dem Set gestanden.
Curtis jüngste Projekte sind die Filme Red Road (2006) und Wish (2007).